# Bourovčík jižní
Bourovčík jižní (Thaumetopoea pityocampa) je motýl, jehož larvy poškozují jehlice žírem. Setkání s housenkou bourovčíka může být nebezpečné, protože její chloupky způsobují silné alergické reakce na kůži, bolestivé záněty kůže a očí, astmatické záchvaty. Jsou zaznamenány případy anafylaktického šoku a slepoty.

## EPPO kód
EPPO kód je THAUPI

## Synonyma patogena

### Vědecké názvy
Podle EPPO je pro patogena s označením bourovčík jižní (Thaumetopoea pityocampa) používáno více rozdílných názvů, například Cnethocampa pityocampa.

## Zeměpisné rozšíření
Bourovčík jižní je se vyskytuje na borovicích a cedrech v zemích jižní Evropy, Střední Asie, a Severní Afriky. V důsledku globálního oteplování se šíří i do severnejších oblastí, hojně se vyskytuje např. i v okolí Paříže a existují obavy z pronikání bourovčíka do Velké Británie.
V střední Evropě se na počátku 21. století vyskytuje vzácně.

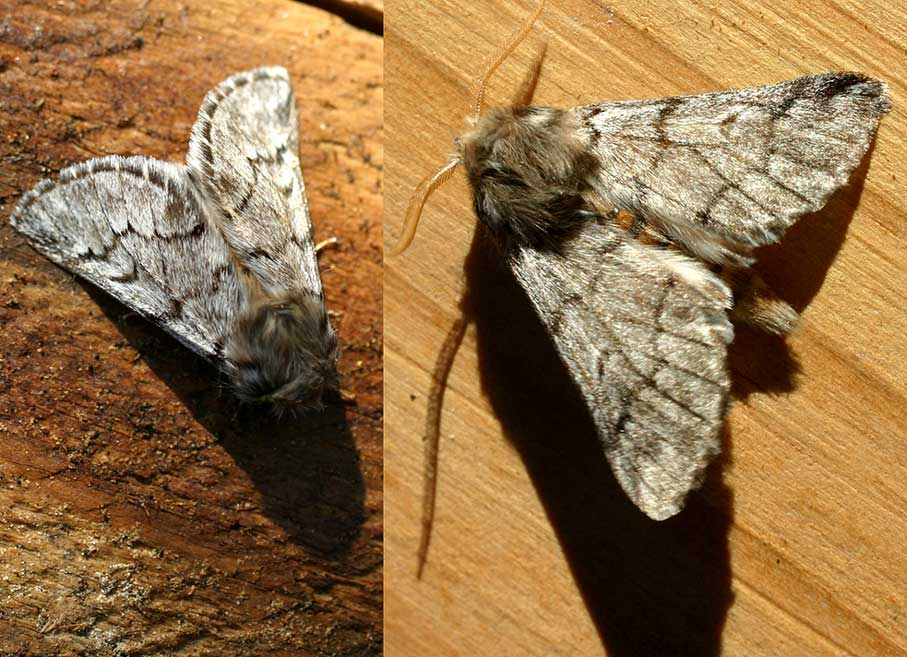
Bourovčík Traumatocampa pityocampa, dospělec

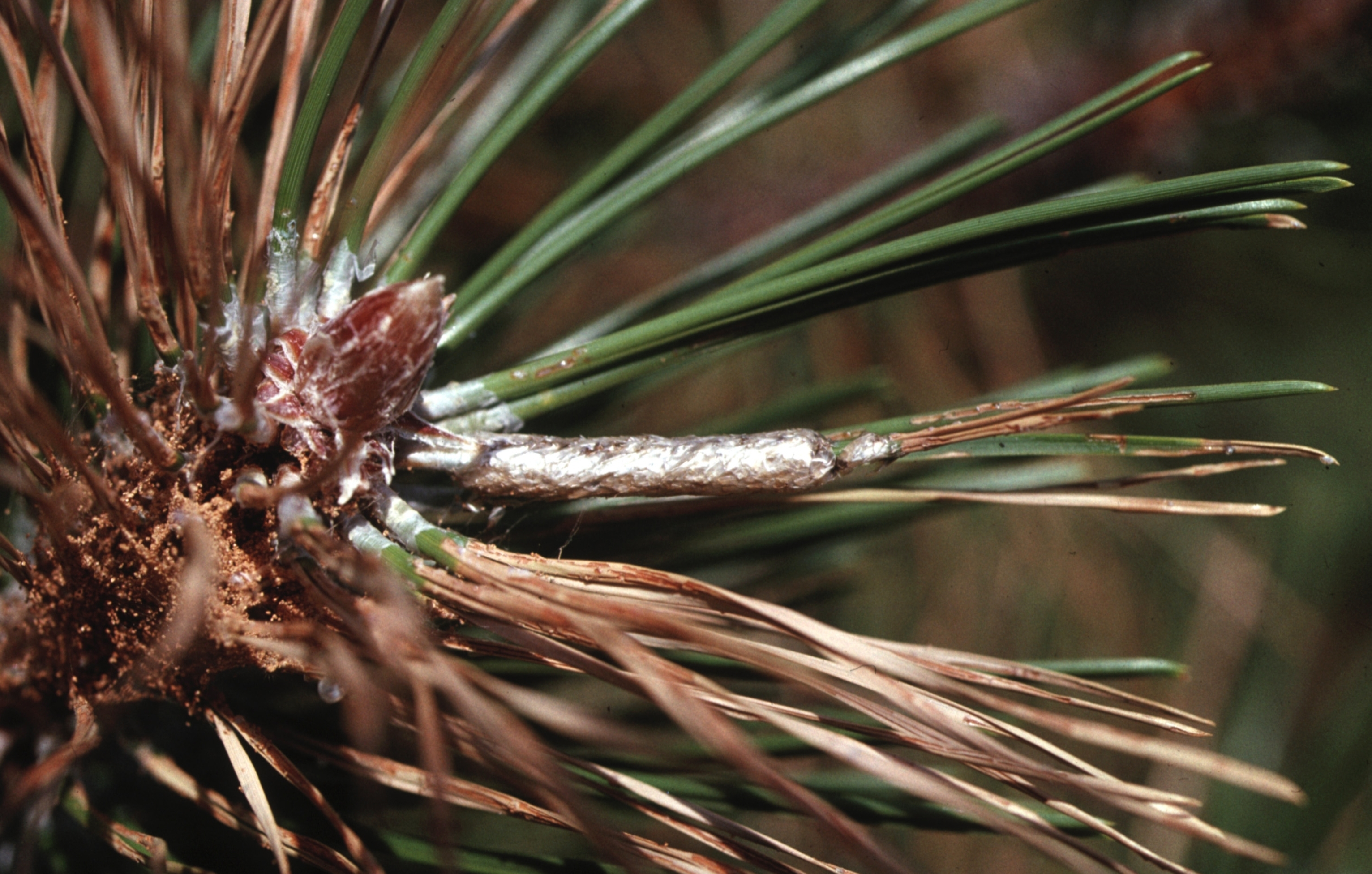
Vajíčka na borovici.

## Popis
Rozpětí křídel dospělce je asi 25-30 mm. Dospělci mají přední křídla s hnědými a bílými znaky a lze je proto jen obtížné spatřit na dubové kůře.
Jako hostitelskou rostlinu preferuje borovice, ale napadá i cedr (Cedrus atlantica) a modřín opadavý (Larix decidua).
Velké kolonie housenek, proudící po zemi nebo kmenech, napadají a devastují žírem stromy. V korunách stromů se tvoří velká hnízda se stovkami housenek. Bourovčík jižní způsobuje holožíry.

## Význam
Přítomnost bourovčíka jižního znamená vážné zdravotní ohrožení obyvatel, žír housenek vede k odlistění dřevin a opakované holožíry způsobují odumření dřeviny.
Při zjištění se zasahuje insekticidy, obvykle je velmi účinný Bacilus thuringiensis ještě před fází sepředení hnízd..